# Carola Häggkvist
Carola Maria Häggkvist, under en period Søgaard, känd som Carola, född 8 september 1966 i Hägerstens församling, Stockholms kommun, är en svensk sångerska och låtskrivare. Sedan genombrottet 1983 har hennes skivor sålts i flera miljoner exemplar. Hon har genom åren spelat in sånger som "Främling", "Mickey", "Mitt i ett äventyr" och "Evighet". Hon har vunnit Melodifestivalen tre gånger, och med "Fångad av en stormvind" vann hon även Eurovision Song Contest 1991.

## Biografi

### Tidiga år
Carola Häggkvist föddes i Hägersten men är uppvuxen i Norsborg i Botkyrka kommun. Hon är dotter till Jan Häggkvist (1939–2004) och Anita, född Andersson (1943–2004), och har en äldre syster, Susanne (född 1961). Carola startade sin skolgång på Borgskolan i Norsborg, men när hon upptäckte att hon ville satsa på musiken så började hon 1976 i sångklasser vid mellanstadiet på Mariaskolan på Södermalm i Stockholm, och fortsatte sedan högstadiet på Adolf Fredriks musikklasser i Stockholm. Hon blev troende på ett skidläger arrangerat av den kristna studentorganisationen Credo vintern 1979/80.
Redan som barn deltog hon i talangtävlingar och vann riksfinalen i Barnens dags talangtävling Nya ansikten på Södra Teatern i Stockholm 1977, en bedrift hon sedan upprepade flera år i följd, ensam eller som medlem av en grupp. Hon var bland annat sångerska i hårdrocksbandet Standby i början av 1980-talet och medverkade med dem på en samlingsskiva 1981. Före genombrottet i Melodifestivalen 1983 kom hon därmed att medverka i TV-program som Halvsju, Nygammalt, Hylands hörna och Sveriges magasin. Hennes första TV-framträdande skedde 28 november 1977, när hon i Sveriges Magasin sjöng "Krokodilbarnets klagan" som var vinnarlåt i den ovannämnda talangtävlingen.

### 1983–1989: Genombrott

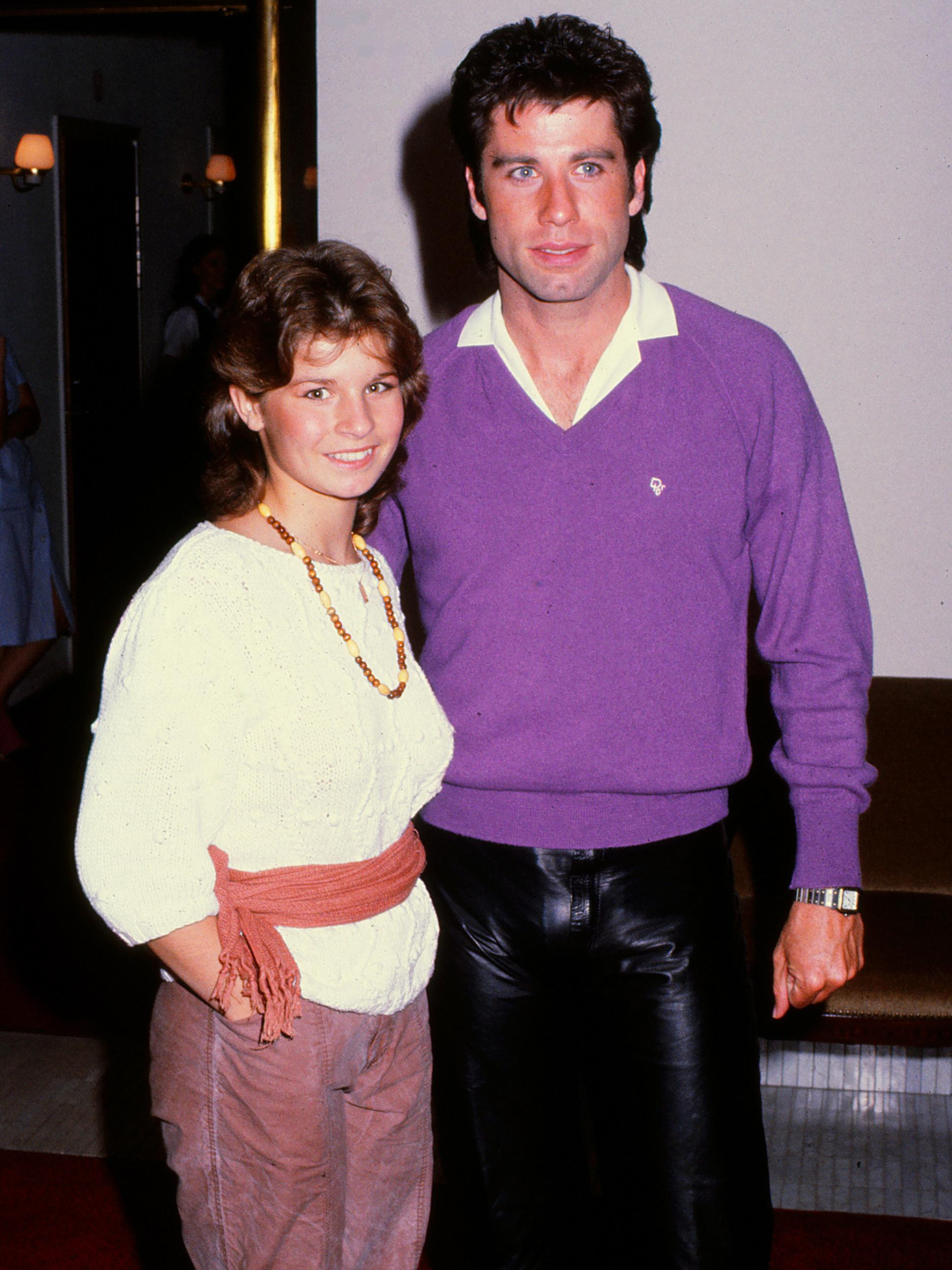
Carola efter en presskonferens i Stockholm med John Travolta på Grand Hôtel i september 1983.

Genombrottet kom med segern i Melodifestivalen 1983 med låten "Främling", skriven av Lasse Holm och Monica Forsberg. Albumet Främling kom att sälja i över en miljon exemplar och är det mest sålda albumet någonsin i Sverige. Vid turnén samma sommar slogs besöksrekord i folkparkerna. 
Hennes nederländska version, "Je ogen hebben geen geheimen" ("Dina ögon har inga hemligheter") blev en storsäljare i Nederländerna och nådde som bäst en sjundeplats på nederländska Top 40 i juni 1983.
Vid tidpunkten för segern gick hon på Södra Latins musiklinje i Stockholm, men avslutade studierna i samband med Melodifestivalen. Hon tävlade senare i Eurovision Song Contest och slutade på tredje plats efter Luxemburg och Israel. 6,1 miljoner TV-tittare – 84 procent av Sveriges befolkning – såg sändningen, vilket var rekord. 
Carola släppte fyra album och en EP på Mariann Grammofon, men skrev sedan kontrakt med Polydor. 1988 gick Carola på Livets Ords bibelskola, och blev medlem i församlingen.

### 1990–1991: Tillbaka i Melodifestivalen och Eurovision Song Contest
1990 återvände Carola till Melodifestivalen med låten "Mitt i ett äventyr", skriven av Stephan Berg, och kom tvåa i tävlingen efter Edin-Ådahl. I samband med festivalen släpptes albumet Much More, vilket sålde guld.
1991 tävlade Carola återigen i Melodifestivalen med "Fångad av en stormvind", även den skriven av Stephan Berg. Bidraget vann med 32 poäng över tvåan och fick representera Sverige i Eurovision Song Contest 1991 i Rom, Italien. Brittiska vadslagningsfirmor tippade henne som tvåa. När det endast återstod en jurygrupp, från Italien, stod vinsten mellan två länder: Sverige med 146 poäng och Israel med 139 poäng. Varken Sverige eller Israel fick några poäng av den italienska juryn, medan Frankrike fick tolvan. Detta innebar att Sveriges Carola och Frankrikes Amina Annabi båda hade 146 poäng vardera. Segern fick inte delas, varför man räknade antal tolvpoängare de två bidragen hade fått. Det visade sig att de fått lika många tolvor, varför man fick räkna tiopoängare, av vilka Carola hade fått fem mot Frankrikes två. Först då kunde hon utses till vinnare. "Fångad av en stormvind" blev en stor hit i Sverige och följdes av albumet Carola Hits. Detta var tredje gången Sverige stod som vinnare.

### 1992–1999: Musikaler, skivor och turnéer
Carola är den första skandinaviska popsångerska som uppträtt i Kina, vilket hon gjorde inför cirka 600 miljoner TV-tittare. Hon släppte även ett album i Kina 1992. 1993 spelade hon in gospelalbumet My Tribute som sedan släpptes i sexton länder. Detta gjorde henne bland annat till årets gospelartist i Nederländerna. Året därpå gjorde hon debut som låtskrivare, på albumet Personligt.
1995 gjorde Carola debut som aktris i en musikal när hon gjorde rollen som Maria i The Sound of Music och spelade mot Tommy Körberg. Hon deltog i 425 föreställningar och vann Guldmasken för sin roll. 1998 läste hon den svenska rösten som Mirjam i den tecknade filmen Prinsen av Egypten och 2002 var hon med i musikalen Les Misérables i London och på turnén till fem skandinaviska städer.
1997 släppte Carola albumet Det bästa av Carola, 1998 kom albumet Blott en dag och 1999 släpptes det framgångsrika julalbumet Jul i Betlehem som redan efter en månad sålt över 300 000 exemplar. Totalt såldes den i över 600 000 exemplar i hela Skandinavien varav 350 000 i Sverige. 1999 deltog hon i Rhapsody in Rock-turnén med bland andra Robert Wells och Maria Lundqvist. Hon sjöng också den svenska och den amerikanska nationalsången vid en tennismatch mellan Björn Borg och John McEnroe under The ATP Tour of Senior Champions i Mariehamn på Åland. Hon deltog dessutom vid showen Toner för miljoner.

### 2001–2004: Poplåtar och kristna visor
2001 släppte Carola Sov på min arm, en skiva som innehöll visor, psalmer, ballader och gospel. Senare släppte hon pop/rockalbumet My Show, vilket följdes av en längre turné. Skivan innehöll flera hitsinglar. Under sommaren 2002 blev hon korad av flera tidningar till sommarens popdrottning. 2003 lämnade Carola in sången "När löven faller" till Melodifestivalen, men eftersom hon inte ville framföra den själv, trots att hon sjungit på den inlämnade demon, diskvalificerades bidraget. Låten fanns senare med på albumet Guld, platina & passion som släpptes 2003 i samband med att hon firade 20 år som artist. Året därpå släpptes det kristna albumet Credo som Carola beskrev som "Ett uttryck av min kärlek för Gud".

### 2005–2007: Melodifestivalen ochJul i Betlehem II

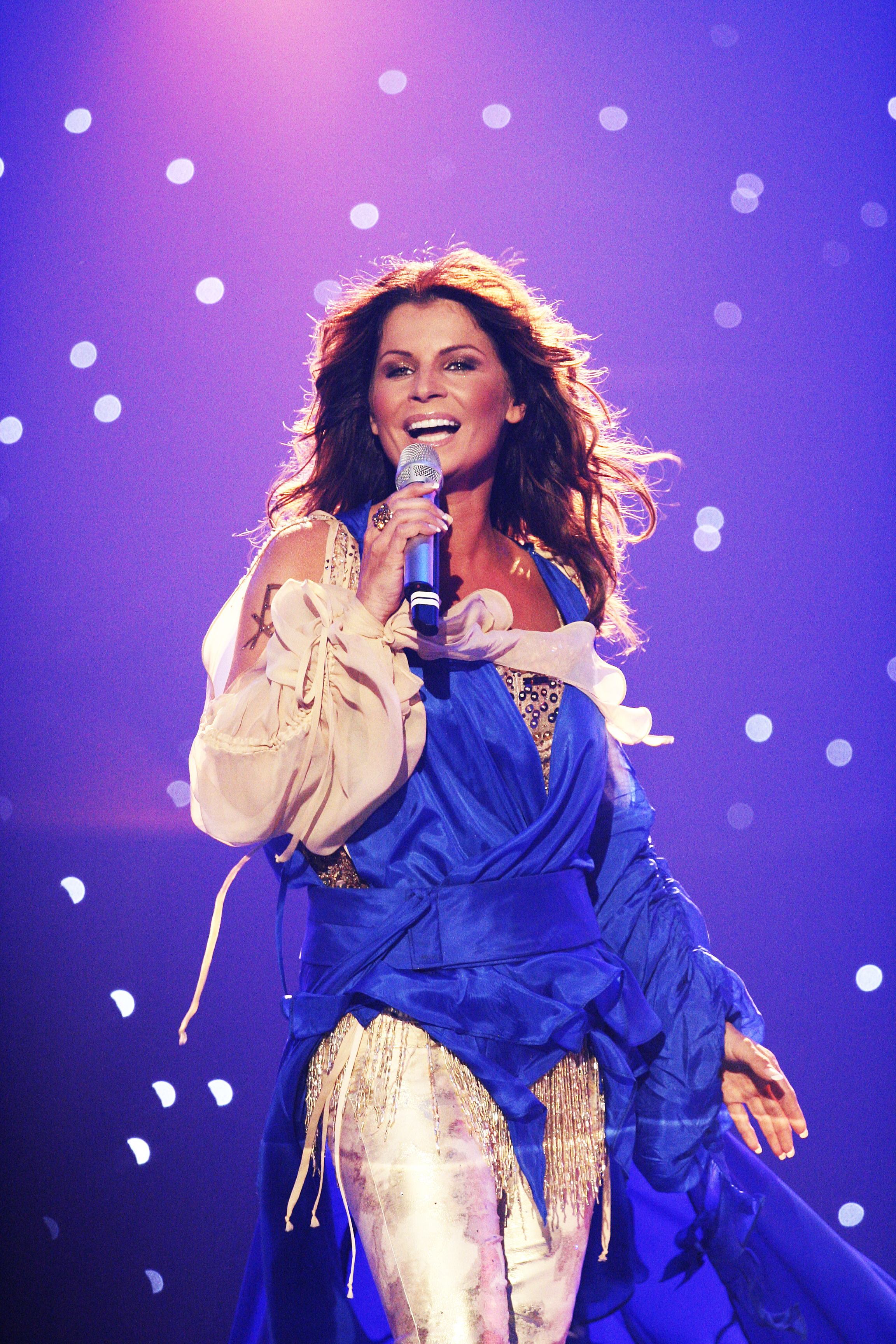
Carola i Eurovision Song Contest 2006.

2005 turnerade Carola i Norge och Finland med låtar från albumet Störst av allt. Efter att ha varit mellanakt i Melodifestivalen 2005, då hon uppträdde med den nya singeln "Genom allt", ställde hon åter upp i tävlingen 2006. Hon tävlade med bidraget "Evighet" skriven av Bobby Ljunggren, Henrik Wikström och Thomas G:son och som hon beskrev som "en sann vinnarlåt". Hon tog sig överlägset vidare från semifinalen i Göteborg till finalen i Stockholm. Trots att hon bara kom tvåa efter att jurygrupperna avgett sina röster gjorde svenska folkets telefonröster henne till vinnare med 232 poäng. Efter vinsten reste hon runt i Europa för att marknadsföra låten, bland annat i Kroatien, Slovenien, Serbien och Irland. Under sommaren släppte hon albumet Från nu till evighet som toppade listorna i Sverige i flera veckor. I Eurovision Song Contest i Aten tävlade hon alltså för Sverige för tredje gången. Hon är jämte Marie Bergman den artist som har representerat Sverige i tävlingen flest gånger. Hon tävlade med den engelskspråkiga versionen av låten, "Invincible", först i semifinalen, vilken hon kvalificerade sig från med 217 poäng och en fjärdeplats. I finalen slutade hon på femte plats (av 24) med 170 poäng. I finalen fick Carola poäng ifrån 31 av de 37 deltagande länderna, varav tre 10 poängare ifrån Norge, Danmark och Albanien. I semifinalen fick hon 12 poängare ifrån Malta, Portugal och Norge.
Efter Eurovision Song Contest genomförde hon en stor sommarturné i Sverige med material från senaste popskivan. Totalt besökte hon sjutton städer och hon medverkade dessutom i flera TV-program. Men under andra halvan av 2006 tvingades Carola att vila sin röst på grund av halsproblem orsakade av hennes allt kraftfullare och intensivare sätt att sjunga. Hon gjorde bara ett fåtal framträdanden. I oktober 2006 sjöng hon tillsammans med Andrea Bocelli på hans nya singel "Because We Believe". I december 2006 turnerade hon återigen i Norden med sin julturné.
Under första halvan av 2007 genomförde Carola en miniturné mestadels i de norra delarna av Sverige. Hon gjorde även två konserter i Ängelholm till förmån för EFS-kyrkans nybyggnad och invigningen av Wisby Strand konsert- och kongresshall i Visby. Hon reste dessutom runt i Europa, bland annat till Danmark, Belarus och Spanien för att gästa olika shower och sjunga "Invincible".
Den 14 juli 2007 sjöng Carola för kronprinsessan Victoria på hennes 30-årsdag. Hon sjöng ett medley av "Evighet" och "Så länge jag lever" samt en duett med Måns Zelmerlöw i "Som en bro över mörka vatten". Hon medverkade dessutom som gästartist i Idol där hon sjöng gospellåten "Go, Tell It on the Mountain".
I november 2007 släppte Carola en ny julskiva, I denna natt blir världen ny - Jul i Betlehem II som en fortsättning på Jul i Betlehem från 1999. Albumet var precis som sin föregångare inspelat i Betlehem. Albumet placerade sig som etta på svenska försäljningslistan och på tolfte plats i Norge. Samtidigt gav hon sig ut på en mindre julturné i Sverige, Norge, Finland, Danmark och Island.

### 2008–2010 – Melodifestival och Christmas in Bethlehem

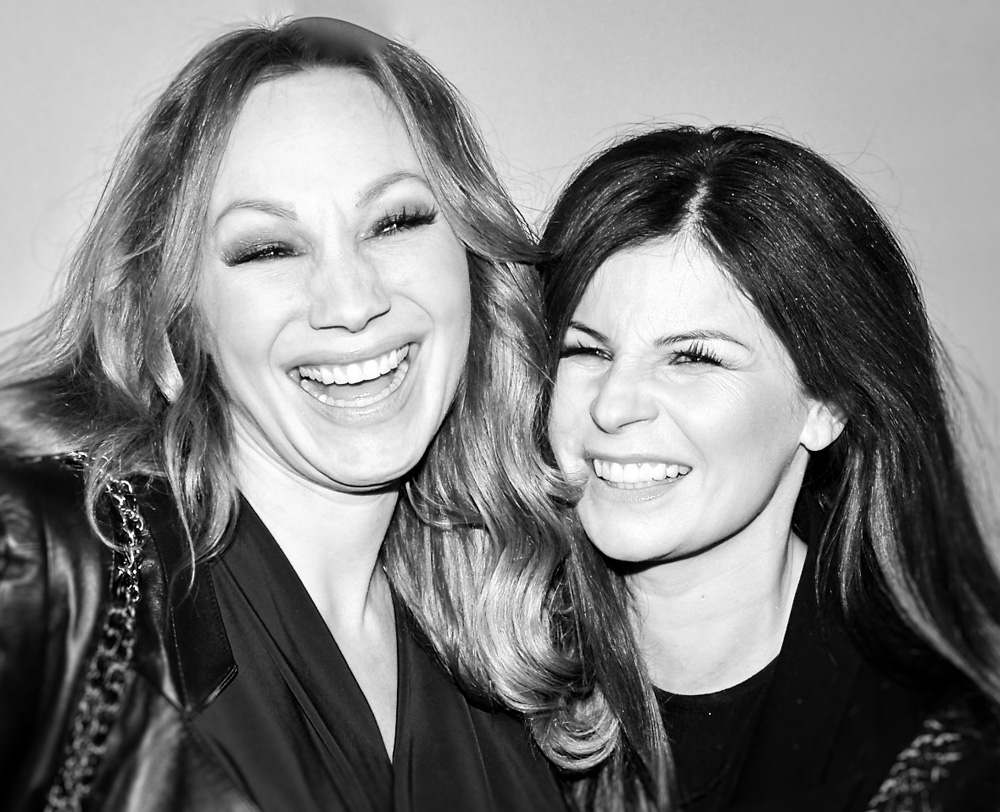
Charlotte Perrelli och Carola Häggkvist 2013.

Tillsammans med Andreas Johnson deltog hon i Melodifestivalen 2008 som joker, med melodin "One Love". Medierna hade redan innan SVT:s bekräftande av deras deltagande spekulerat om detta. De deltog som duon Johnson & Häggkvist i deltävling två i Västerås, varifrån de gick vidare till Andra chansen, där de åkte ut i första omgången mot Nordman. En häxjakt och hatstämning i sociala medier följde på nederlaget. Artister med Charlotte Perrelli  i spetsen gick ut offentligt och stödde Carola.
2008 firade Carola 25 år som artist, vilket bland annat resulterade i samlingsalbumet Främling 25 år. I samband med detta delades Främlingsstipendiet ut för första gången.
Den 28 november 2008 medverkade Carola i Idol-juryn för andra året i rad. Temat för programmet var gospel. I början av 2009 sände SVT ett dokumentär om Carolas 25 år som artist, där hon berättar om sitt liv, sin musik och sin tro.
Under senare delen av 2009 spelade Carola in albumet Christmas in Bethlehem. Det är det tredje albumet i hennes Jul i Bethlehem. Det här albumet skiljer sig dock från de andra två, då detta innehåller låtar endast på engelska. Även flera duetter spelades in, med bland annat Paul Potts, Hans-Erik Dyvik Husby, Linda Lampenius och Gladys del Pilar. Albumet släpptes 11 november, då även Carolas nya officiella hemsida hade premiär.
Carola blev inbjuden att sjunga på bröllopet mellan kronprinsessan Victoria och Daniel Westling. Det skrevs en låt speciellt till bröllopet, "Det är bara vi", som Carola framförde under middagen på Stockholms slott. Hon framförde också låtar som "Evighet" och "Runaway". 2010 var hon med i filmen Yohan – Barnevandreren tillsammans med Alexander Rybak och Dennis Storhöi. Hon har även sjungit i norska Allsång på gränsen med den tidigare, Alexander Rybak.

### 2010–2011 – Elvis, Barbra & Jag

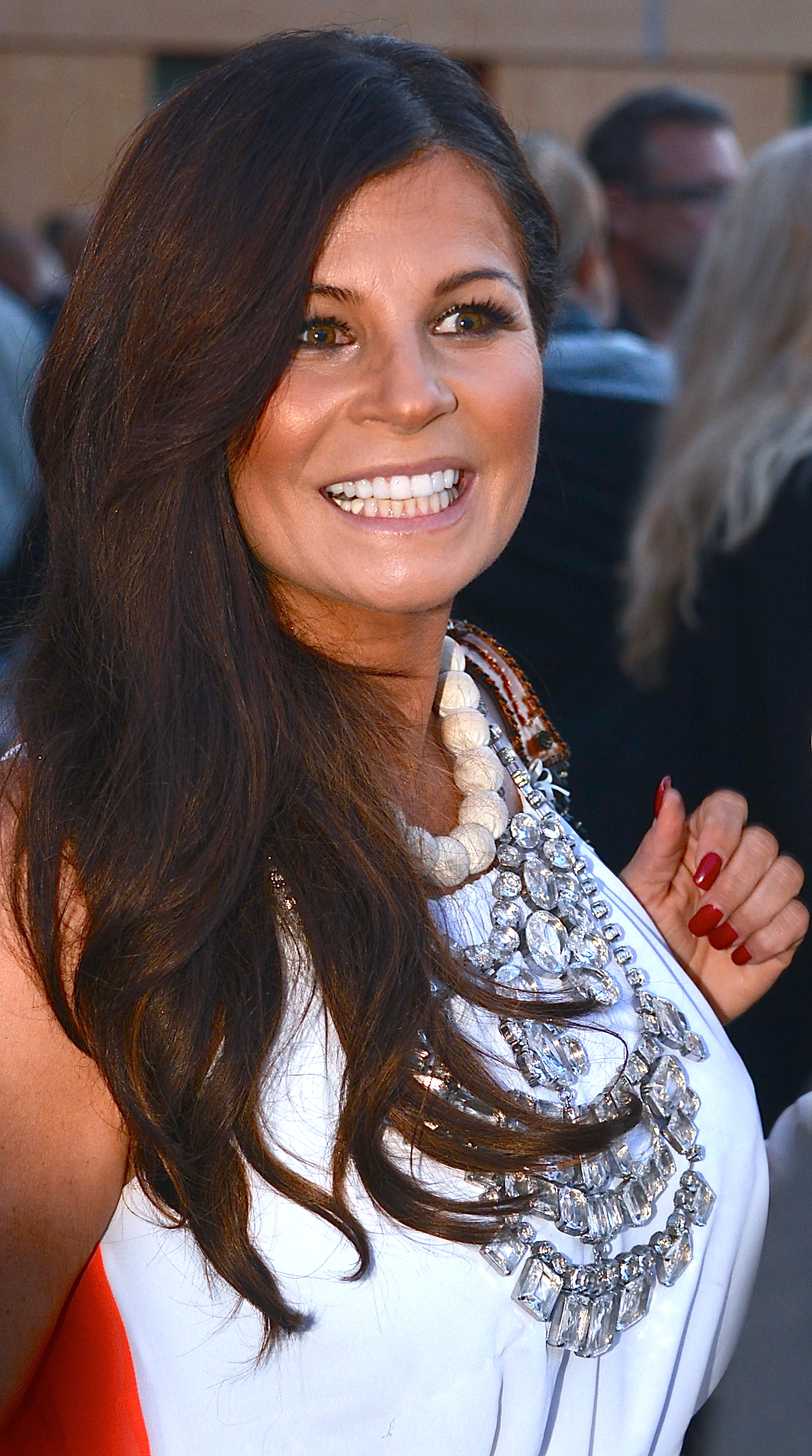
Carola på invigningen av Abbamuseet på Djurgården i Stockholm den 6 maj 2013.

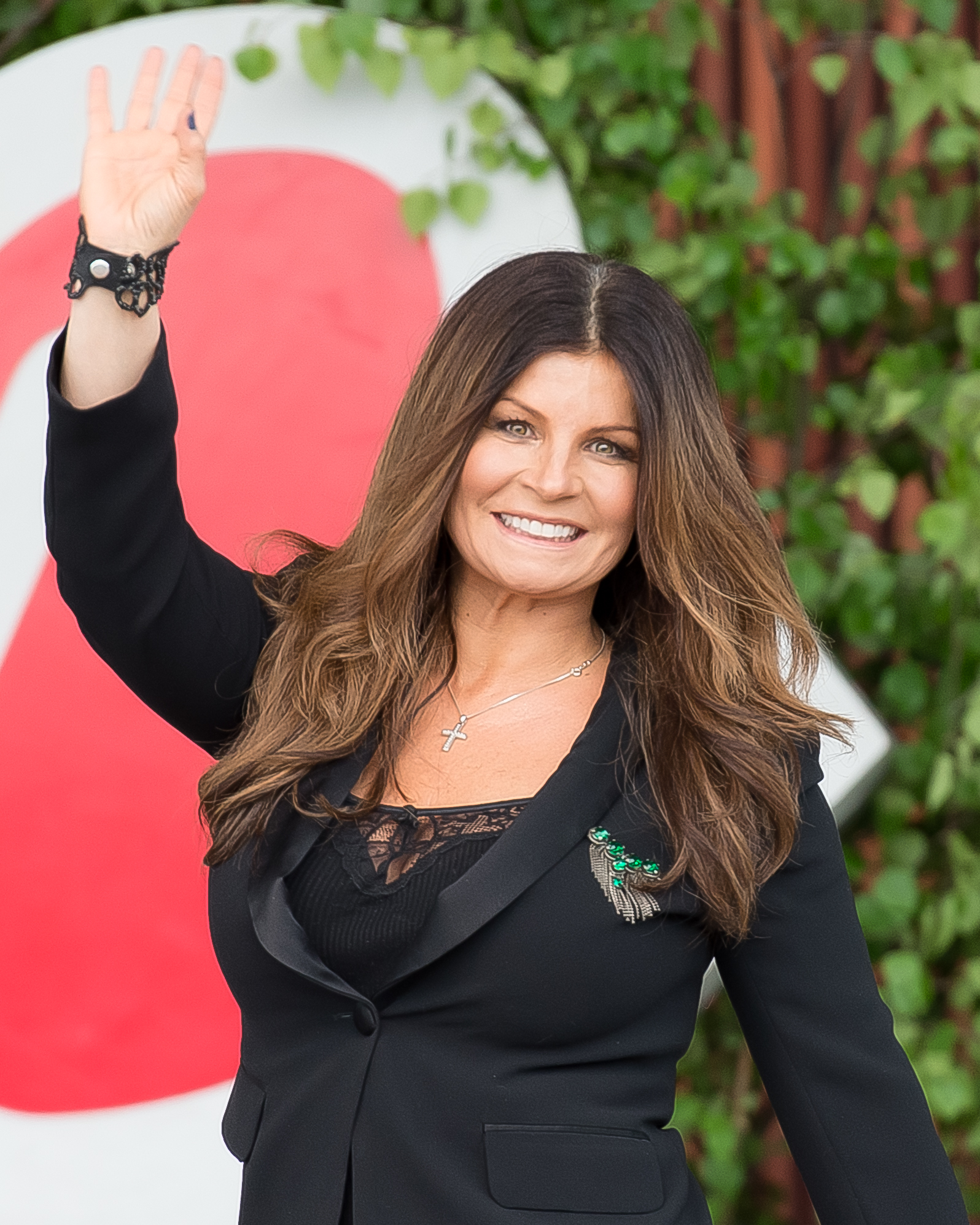
Carola i Allsång på Skansen juni 2015.

Den 3 juli 2010 hade Carola en kväll i Dalhalla, till minnet av sina föräldrar, där hon bara spelade låtar av deras stora idoler Elvis Presley (faderns idol) och Barbra Streisand (moderns idol). Det var efter föräldrarna som Carola började lyssna på dem, och efter att föräldrarna avlidit ville Carola göra en hyllningskonsert till dem. Konserten i Dalhalla blev succé, och kort efter släpptes en DVD från konserten, i samarbete med TV4. Man beslutade snart att ett följande album skulle komma med låtarna från konserten, och senare även en turné med samma koncept. Låten "Suspicious Minds" släpptes den 25 januari 2011, i Carolas tappning, som första singel till albumet. Albumet släpptes den 23 mars och turnén hade premiär den 24 mars.

### 2012 – The Voice Sverige
Carola var med i sångtävlingsprogrammet The Voice Sverige som en av coacherna med Ola Salo, Petter och Magnus Uggla.

### 2013 – 30-årsjubileum
Året började med att hon, Malin Byström och Peter Jöback framträdde med kända låtar på Tolvslaget på Skansen, som direktsändes av SVT. Det hela avslutades med en fräsch och modern version av "Säg mig".
Efter det var hon med och delade ut priser vid Guldbaggegalan. Hon fick mycket uppmärksamhet för sin urringning. Under finalen av Melodifestivalen 2013 var hon mellanakt där hon framträdde "Främling" i en annan version än den vanliga. När låten var slut sjöng hela arenan allsång till "Främlings" refräng. 
Under finalen av Eurovision Song Contest  framträdde hon som en del av pausunderhållningen "Swedish smörgåsbord" där bland annat hon, Petra Mede, Felix Herngren och Fredrik Reinfeldt drev med svenskheten. På Allsång på Skansen blev hon hyllad av Tomas Andersson Wij och Eric Ericssons kammarkör som spelade "Evighet" för henne. Hon framförde även allsången "Främling" tillsammans med Måns Zelmerlöw och publiken.

### Så mycket bättre och det bästa av mig
Under hösten 2014 deltog Carola i Så mycket bättre tillsammans med bland annat Ola Salo och Amanda Jenssen. Därefter har Carola varit på fem olika turnéer samt släppt ytterligare ett julalbum, Drömmen om julen.

### 2018– nu – Jul med Carola och Naket –En akustisk hitskonsert
2018 var det premiär för konsertserien Jul med Carola i Steningeladan, en lada som Carola själv driver i Steninge Slottsby. Julkonserterna blev uppskattade och en av dem sändes även i SVT under julen 2018 och även 2019. 
Carolas sommarturné i Sverige 2019 fick namnet Naket – En akustisk hitskonsert.
I november 2021 tilldelades Carola utmärkelsen War Child Award by Consid för sitt engagemang för barn i krig och konflikt.
Vid Grammisgalan 2025 tilldelades Carola Årets hederspris.

## Familj
Under bibelstudier i Norge träffade Carola predikanten Runar Søgaard i augusti 1987 och de förlovade sig den 11 november samma år. Den 26 maj 1990 gifte de sig i Livets Ords kyrka i Uppsala. Livets Ord sålde den inspelade bröllopsakten på video. Med Runar har Carola sonen Amadeus Sögaard, född 26 januari 1998. I februari år 2000 separerade paret och skilde sig några månader senare. Under äktenskapet hette hon Søgaard, men hon återtog sitt flicknamn vid skilsmässan. 
I april 2012 adopterade Carola Häggkvist ensam dottern Zoe, född 2009, från Sydafrika. 2014 bekräftades att Carola inlett ett förhållande med musikern Jimmy Källqvist. Förhållandet upphörde i slutet av 2019.

## Musik
Carola slog igenom med det vinnande bidraget i Melodifestivalen 1983, där låten hette "Främling". I mitten av 1983 blev hennes svenskspråkiga version av låten "Mickey" en landsplåga. På hennes andra album, Steg för steg, fick hon stor framgång med singeln "Tommy tycker om mej". Singeln "Hunger" klättrade till tredje plats på svenska försäljningslistan för singlar. Låtar som "Gloria" (skriven av Giancarlo Bigazzi), "Det regnar i Stockholm" och "Ännu en dag" blev populära. 1986 kom albumet Runaway, inspelat i USA med Maurice Gibb som producent. Trots ouppfyllda skivbolagslöften om internationell release lyckades singeln "Runaway" bli en framgång och nådde som bäst tredje plats på försäljningslistan. Albumet såldes i 230 000 exemplar i Skandinavien.
Efter en kort paus från musikkarriären, då Carola studerade i Texas, blev hennes bidrag i Melodifestivalen 1990, "Mitt i ett äventyr" en hit. Låten översattes till engelska och hette då "You are My Destiny". Efter det släppte hon popalbumet Much More som bland annat innehöll "I'll Live", "Every Beat of My Heart" och "The Girl Who Had Everything". "Fångad av en stormvind" vann både Melodifestivalen 1991 och Eurovision Song Contest 1991 i Rom. Under 1992 blev låten "All the Reasons to Live" också en framgång.
År 1993 släppte hon gospelalbumet My Tribute och singeln "Mixade minnen" blev en mindre hit. 1994 kom popalbumet Personligt. 1995 släppte hon en skiva tillsammans med Tommy Körberg som innehöll låtar från "Sound of Music", musikalen som hon tidigare hade medverkat i. 1996–1997 släppte hon två album samt flera singlar som exempelvis "Dreamer" och "Just the Way You Are".
Albumen Sov på min arm och Blott en dag var två album med kristna visor, psalmer, gospellåtar och ballader. Både albumen var en hyllning till hennes nya liv som mamma och toppade listorna i Skandinavien. Låtarna "Jag vill alltid älska", som hon framförde 2005 vid en ceremoni till minne av Tsunamikatastrofens offer, och "Thula Sana" blev populära låtar inom kyrkliga sammanhang. 1999 reste hon till Betlehem för att spela in julalbumet Jul i Betlehem, som sålts i mer än 600 000 exemplar i hela Skandinavien. Melodin "Himlen i min famn" har blivit populär genom åren och framförs ofta vid julsammanhang.
År 2001 gjorde Carola en nystart på karriären och släppte popskivan My Show vilken hade ett modernare sound.
2003 släpptes samlingsplattan Guld, platina & passion som toppade listorna i flera veckor. Hon gjorde även nytolkningar av gamla Elvis-låtar som "Walk a Mile in My Shoes" och "If I Can Dream". 2004 släpptes Credo, ett personligt album byggt på kristna sånger. 2005 släpptes albumet Störst av allt som bland annat innehöll låten "Genom allt" blev en hit. Soullåten "Allt kommer bli bra mamma" var en hyllning av hennes bortgångna mor.
Carola deltog i och vann Melodifestivalen 2006 med låten "Evighet". Den framfördes i Eurovision Song Contest under titeln "Invincible" och slutade på femte plats. Den 14 november 2007 släpptes hennes nya skiva I denna natt blir världen ny - Jul i Betlehem II som är en uppföljare till julalbumet Jul i Betlehem. Albumet är en blandning av berömda julmelodier, gospellåtar och en del nyskrivet material. I samband med albumlanseringen turnerade hon i Norden. Skivan har, enligt Universal, sålts i ungefär 100 000 exemplar. Låten "I denna natt blir världen ny" och "Go, Tell It on the Mountain" framfördes i TV vid flera tillfällen. 2008 slog hon sig samman med Andreas Johnson och tog namnet Johnson & Häggkvist. Deras första singel, "Lucky Star", som släpptes exklusivt för nedladdning, blev en mindre hit och spelades en del på radio och placerade sig som bäst på plats 13 över Sveriges mest sålda singlar. Deras andra låt "One Love" framfördes i Melodifestivalen 2008 och tog sig till Andra chansen. Det är oklart om duon kommer att fortsätta samarbeta. 2007 skrev Carola tillsammans med Mathias Holmgren låten "Hör min röst" som finns på Holmgrens album Lejonhjärta.
Under sin karriär har hon också samarbetat med internationella artister som Andrea Bocelli och Burt Bacharach. Förutom hennes egen repertoar och hits har hennes olika tolkningar av gospellåtar blivit populära och U2:s "Pride (In the Name of Love)" sjunger hon ofta vid olika tillfällen.

## Uppmärksamhet och kontroverser

### Carola i media
Nyhetsrapporteringen kring Carola har delvis präglats av hennes kopplingar till frikyrkor som Livets Ord, Södermalmskyrkan och Stockholm Karisma Center. Mest uppmärksammad blev kanske spridningen av en inspelning av satansutdrivning (exorcism) som spelades in av Livets Ord med Carola i huvudrollen, men som kom att sändas i Sveriges Radio P3:s Efter tre med Ulf Elfving (1990). Sändningen väckte stor uppmärksamhet då Carola under seansen vrålade bland annat att det var skönt att underkasta sig en högre makt.
Hösten 2011 var hon huvudperson i sitt hem i SVT-programmet Här är ditt kylskåp.
Våren 2012 utkom boken Främling. En bok om Carola, skriven av journalisterna Andreas Ekström och Johanna Koljonen, utgiven på Weyler förlag. 

### Carola och Livets Ord
Carola lämnade Livets Ord 1995, men har återupptagit kontakten med församlingen, utan att vara medlem. Sedan flera år deltar hon på Livets Ords Europakonferens och besöker också en del andra av församlingens arrangemang.
Carola hävdar sedan åtminstone augusti år 2000 att Livets Ord för henne är ett avslutat kapitel, och att hennes hemhörighet är Svenska kyrkan, det samfund varigenom hon blev kristen. Emellertid anser hon att de utanförståendes bild av Livets ord är ensidig och missvisande.

### Förhållande till HBTQ-rörelsen
Efter en intervju 2002 för HBTQI-tidningen QX blev många av hennes fans upprörda eftersom hon berättat att hon känner homosexuella som genom förbön blivit heterosexuella, och att homosexualitet för henne alltid skulle te sig onaturligt. Hon har senare bett om ursäkt för sitt uttalande och sa i en intervju hos Malou von Sivers i TV4 att hon älskar alla människor, men att det var vissa saker hon inte förstod och att hon egentligen velat bjuda in till samtal med homosexuella.
2006 uppmärksammades detta utspel igen efter att det blivit klart att hon skulle ställa upp i Melodifestivalen. Under presskonferensen som hölls inför deltävlingen i Göteborg ställde en journalist frågor till henne om hennes syn på homosexualitet, men hon avböjde att utveckla ämnet.
Rickard Engfors, som är homosexuell och var Carolas assistent under Melodifestivalen och Eurovision Song Contest 2006 – och även i The Voice Sverige 2012 – sade följande till Expressen den 15 mars 2006: 
| ” | Carola hatar inte bögar. Hade hon gjort det hade jag inte jobbat med henne. Hon är en fantastisk människa. | „ |

I augusti 2013 sjöng Carola på Pridefestivalen i Stockholm för att visa sitt stöd för homosexuella.

## Diskografi

### Album
- 1983 – Främling
- 1984 – Steg för steg
- 1984 – På egna ben
- 1984 – Carola with Love
- 1986 – Runaway
- 1987 – I Rättviks kyrka
- 1990 – Much More
- 1991 – Jul
- 1993 – My Tribute
- 1994 – Personligt
- 1998 – Blott en dag
- 1999 – Jul i Betlehem
- 2001 – Sov på min arm
- 2001 – My Show
- 2004 – Credo
- 2005 – Störst av allt
- 2006 – Från nu till evighet
- 2007 – I denna natt blir världen ny - Jul i Betlehem II
- 2009 – Christmas in Bethlehem
- 2011 – Gospel Concert (1994)
- 2011 – Elvis, Barbra & Jag
- 2016 – Drömmen om julen (i samarbete med Peter Nordahl och Ulla-Carin Nyquist)

### Samlingsalbum
- 1985 – Happy Days
- 1991 – Hits / Fångad av en stormvind
- 1996 – Hits vol. 2
- 1997 – Det bästa av Carola
- 2003 – Guld, platina och passion – Det bästa med Carola (2-CD)
- 2003 – Guld, platina och passion – Det mesta med Carola (4-CD)
- 2004 – 18 bästa
- 2008 – Främling 25 år (2-CD)
- 2008 – Hits 25

### Maxi-EP/Singelkassett
- 1983 – Julefrid med Carola
- 1983 – Singelkassett

### Vinylsinglar (7")
- 1983 – "Främling" / "Liv" (Sverige)
- 1983 – "Love isn't Love" / "Mickey" (Sverige)
- 1983 – "Love isn't Love" / "Främling" (Sverige)
- 1983 – "Love isn't Love" / "Life" (Storbritannien-Tyskland-Nederländerna-Frankrike-Spanien-Portugal-Australien)*
- 1983 – "Fremder" / "Frei" (Tyskland)
- 1983 – "Je ogen hebben geen geheimen" / "Främling" (Nederländerna)
- 1983 – "Hunger" / "Ännu en dag" (Sverige)
- 1983 – "Hunger" / "Let There Be Love" (Tyskland-Nederländerna-Portugal)*
- 1983 – "Tommy Loves Me" / "I Think I Like It" (Sverige-Kanada)*
- 1984 – "Albatros" / "It's Raining in Stockholm" (Nederländerna)
- 1984 – "Carola så in i Norden" (Sverige)
- 1984 – "Love isn't Love" / "It's Raining in Stockholm" (Japan)
- 1984 – "Butterfly" / "Morning Star" (Japan)
- 1984 – "Fushigi na hitomi (Don't Tell Me What to Do)" / "Rendez-Vous" (Japan)
- 1986 – "Runaway" / "So Far So Good" (Sverige-Tyskland-Spanien-Filippinerna)*
- 1986 – "Brand New Heart" / "Spread Your Wings (For Your Love)" (Sverige)
- 1987 – "Gospel Train" / "Vilken värld det ska bli" (Sverige)
- 1990 – "Mitt i ett äventyr" / "All the Reasons to Live" (Sverige)
- 1990 – "The Girl Who Had Everything" / "One More Chance" (Sverige)
- 1990 – "I'll Live" / "I'll Live (Instrumental)" (Sverige)
- 1991 – "Every Beat of My Heart" / "Best Shot" (Sverige)
- 1991 – "Fångad av en stormvind" / "Captured by a Lovestorm" (Sverige)
- 1991 – "Captured by a Lovestorm" / "Fångad av en stormvind" (Tyskland)
- 1991 – "Stop Telling Me Lies (I'll Live)" / "Stop Telling Me Lies (I'll Live) (Instrumental)" (Tyskland)
- 1992 – "All the Reasons to Live" / "The Innocence is Gone" (Sverige)
- 1993 – "Mixade minnen (Radio Mix)" / "Mixade minnen (Club Edit)" (Sverige)

(* Olika pressningar beroende på utgivningsland.)

### Maxisinglar (12")
- 1983 – "Främling (Specialversion på fyra språk)" / "Life" (Nederländerna)
- 1983 – "Hunger (Disco Remix)" / "Hunger" (Italien)
- 1983 – "Julefrid med Carola" (Sverige)
- 1986 – "Runaway (Extended Dub Mix)" / "Runaway (Single Version)" / "So Far So Good" (Sverige)
- 1986 – "Runaway (Extended Dub Mix)" / "Runaway (Single Version)" / "So Far So Good" (Tyskland)
- 1986 – "Runaway (Extended Dub Mix)" / "So Far So Good" (Filippinerna)
- 1986 – "Brand New Heart" / "Spread Your Wings (Single Version)" / "Spread Your Wings (Extended Dance Mix)" (Sverige)
- 1990 – "You are My Destiny (12" Remix Slow)" / "You are My Destiny (12" Dub Mix Slow)" / "You are My Destiny (7" Remix)" (Sverige)
- 1990 – "I'll Live (12" Remix)" / "I'll Live (12" Dub Version)" / "I'll Live (7" Remix)" (Sverige)
- 1991 – "Captured by a Lovestorm (12" Hurricane Remix)" / "Captured by a Lovestorm (7" Hurricane Edit)" (Sverige)
- 1993 – "Mixade minnen (Radio Mix)" / "Mixade minnen (Club Edit)" / "Mixade minnen (Extended Radio Mix)" / "Mixade minnen (Club Mix)"(Sverige)

### CD-singlar (5")
- 1990 – "You are My Destiny" / "All the Reasons to Live" / "Mitt i ett äventyr" (Sverige)
- 1990 – "The Girl Who Had Everything" / "One More Chance" (Sverige)
- 1990 – "I'll Live (12" Remix)" / "I'll Live (Album Version)" / "I'll Live (12" Dub Version)" / "I'll Live (7" Remix)" (Sverige)
- 1991 – "Captured by a Lovestorm (12" Hurricane Remix)" / "Fångad av en stormvind" / "Captured by a Lovestorm (Album Version)" / "Captured by a Lovestorm (7" Remix)" (Sverige)
- 1991 – "Captured by a Lovestorm (12" Hurricane Remix)" / "Fångad av en stormvind" / "Captured by a Lovestorm (Album Version)" / "Captured by a Lovestorm (7" Remix)" (Tyskland)
- 1991 – "Stop Telling Me Lies (I'll Live) (12" Remix)" / "Stop Telling Me Lies (I'll Live) (Album Version)" / "Stop Telling Me Lies (I'll Live) (12" Dub Version)" / "Stop Telling Me Lies (I'll Live) (7" Remix)" (Tyskland)
- 1992 – "All the Reasons to Live" / "The Innocence is Gone" / "Declaraton of My Independence" (Sverige)
- 1993 – "Mixade minnen (Radio Mix)" / "Mixade minnen (Club Edit)" / "Mixade minnen (Extended Radio Mix)" / "Mixade minnen (Club Mix)" (Sverige)
- 1994 – "Det kommer dagar" / "Flickan från igår" (Sverige)
- 1994 – "Guld i dina ögon" / "Regnet som faller" (Sverige)
- 1995 – "Sanningen" / "Var finns den kärlek" (Sverige)
- 1995 – "Sanna vänner" / "Förlåt mig" (Sverige)
- 1996 – "Believe" / "Believe (Instrumental)" (Sverige)
- 1996 – "Just the Way You are" / "Just the Way You are (Instrumental)" (Sverige)
- 1997 – "Dreamer" / "Dreamer (Singback Version)" (Sverige)
- 1998 – "Blott en dag" (Sverige)
- 1998 – "A World of Wonders (Radio Edit)" / "A World of Wonders (Album Version)" / "A World of Wonders (Instrumental Version)" (Norge)
- 1999 – "Himlen i min famn" (Sverige)
- 2000 – "When We Believe" (Sverige)
- 2000 – "Mickey (Remix)" (Sverige)
- 2002 – "You + Me" (Sverige)
- 2002 – "I Believe in Love (Radio Hitvision Remix)" / "I Believe in Love (Club Anthem Radio Mix)" / "I Believe in Love (Club Mix)" / "I Believe in Love (Dub Mix)" (Sverige)
- 2002 – "I Believe in Love (Radio Hitvision Remix)" / "I Believe in Love (Club Anthem Radio Mix)" (Sverige)
- 2006 – "Evighet" / "Evighet (Instrumental)" (Sverige)
- 2006 – "Invincible" / "Invincible (Instrumental)" (Sverige)
- 2006 – "Invincible (Original Version)" / "Invincible (SoundFactory Supreme Anthem)" / "Invincible (SoundFactory One Love Dub)" / "Invincible (SoundFactory Radio Edit)" (Sverige)
- 2008 – "One Love" / "Lucky Star" / "One Love (Worktape)" / "Lucky Star (Acoustic Demo)" / "One Love (SoundFactory Club Anthem)" / "One Love (SoundFactory Big Dub Version)" / "One Love (SoundFactory Remix Radio Edit)" / "One Love (SoundFactory Remix A Version)" (Sverige)
- 2009 – "Find my way to betlehem

### Digitala singlar
- 2010 – "Det är bara vi"
- 2011 – "Suspicious Minds"
- 2011 – "Snough Is Enough (Remixes)"
- 2013 – "Främling (30 år)"
- 2013 – "Tänd ett ljud" (Duett med Andreas Sandlund)
- 2015 – "Så mycket bättre - Tolkningarna" (EP med 6 låtar)
- 2015 – "Make a Change"
- 2017 – "Til' The End"
- 2018 – "Let It In"
- 2025 – "Via Dolorosa "

### Medverkar på
- 1981 – Vågrätt Samliv (samlingsalbum med flera punkgrupper). (Carola var medlem i gruppen Standby. Utgiven av Rosa Honung.)
- 1983 – Standby with Carola Häggkvist (Rosa Honung)

## Carola på listorna

### Melodier på Svensktoppen
- 1990 – "Mitt i ett äventyr"
- 1991 – "Fångad av en stormvind"
- 1995 – "Guld i dina ögon"
- 2003 – "När löven faller"
- 2005 – "Genom allt"
- 2006 – "Evighet"
- 2008 – "Lucky Star" (med Andreas Johnson)
- 2008 – "One Love" (med Andreas Johnson)
- 2020–2021 - Säg mig var du står (med Zara Larsson)

#### Testades på Svensktoppen, men missade listan
- 2001 – "Sov på min arm (Nocturne)"
- 2001 – "Majas visa"
- 2004 – "Ditt ord består"
- 2006 – "Stanna eller gå"
- 2007 – "I denna natt blir världen ny"
- 2009 – "Find My Way to Bethlehem"
- 2012 – "Jag vill ha dig baby" (med Magnus Uggla)
- 2014 – "Tell Me the Night is Over"
- 2015 – "Sjung halleluja o prisa gud"

### Melodier i Heta högen
- 1983 – "Hunger"
- 1984 – "Tommy Loves Me"

### Melodier på Trackslistan
- 1986 – "The Runaway"
- 1986 – "Brand New Heart"
- 1990 – "Mitt i ett äventyr"
- 1990 – "The Girl Who Had Everything"
- 1990 – "I'll Live"
- 1991 – "Every Beat of My Heart"
- 1991 – "Fångad av en stormvind"
- 2002 – "I Believe in Love"
- 2006 – "Evighet"

## Teater

### Roller
| År   | Roll            | Produktion                                              | Regi      | Teater         |
| ---- | --------------- | ------------------------------------------------------- | --------- | -------------- |
| 1995 | Maria von Trapp | Sound of Music Richard Rodgers och Oscar Hammerstein II | Trond Lie | Göta Lejon     |
| 2002 | Fantine         | Les Misérables                                          |           | Palace Theatre |

## Priser och utmärkelser
- 1996 – Guldmasken, "Bästa kvinnliga musikalartist" för insatsen i Sound of Music
- 2000 – Lisebergsapplåden
- 2001 – Ulla Billquist-stipendiet
- 2007 –  Hans Majestät Konungens medalj, 8:e storleken i högblått band
- 2015 – Invald i Swedish Music Hall of Fame
- 2021 – War Child Award by Consid[38]
- 2023 –  Illis quorum-medaljen[39]
- 2025 – Hederspris – Grammis